# Distrikt Goslar

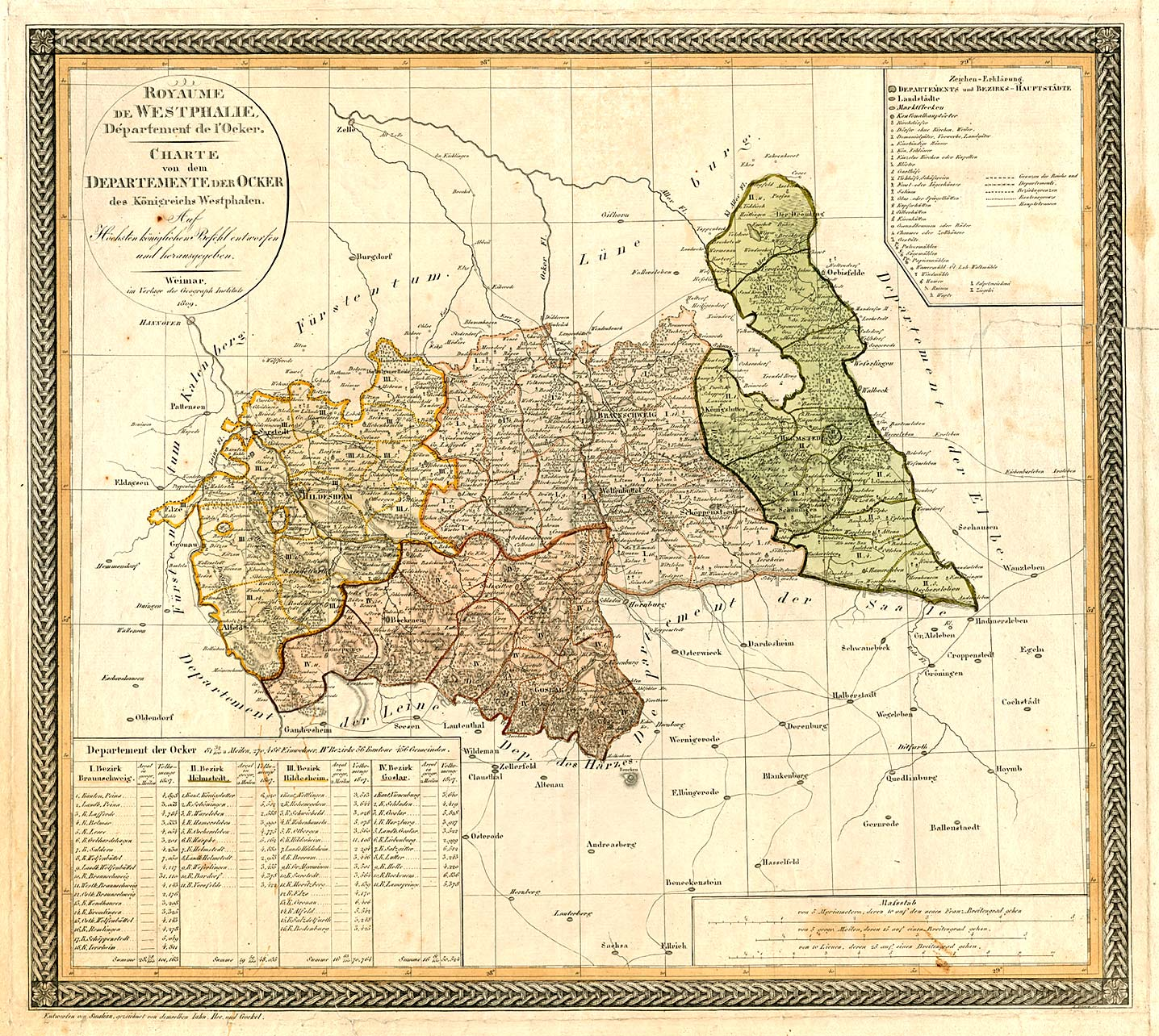
Der Distrikt Goslar im Okerdepartement 1809 (orange)

Der Distrikt Goslar war von 1807 bis 1813 eine Verwaltungseinheit im Departement der Oker im Königreich Westphalen, das durch das Königliche Decret vom 24. Dezember 1807 gebildet wurde.

## Territorium
Der Distrikt Goslar umfasste, außer der ehemaligen Reichsstadt Goslar, die südlichen Gebiete des preußischen Fürstentums Hildesheim sowie die Teile des Braunschweigischen, die nicht zum Distrikt Einbeck im Harz-Departement kamen.
Der Distrikt grenzte nördlich an den Distrikt Braunschweig, östlich entlang des Flusses Ecker an das Saale-Departement, westlich an den Distrikt Hildesheim und südlich an die Leine- und Harz-Departements.
Im Distrikt lebten 49.524 Menschen auf 18,73 mi². Die Bevölkerung wuchs bis 1811 auf 52.996 Menschen an.

## Organisation
Dem Distrikt stand ein Unterpräfekt vor. Der Unterpräfekt des Distrikts Goslar hieß Kerl und amtiert zuerst mit seinem Sohn als Sekretär, später mit einem Herrn von Bötticher. Dem Distrikts-Rat gehörten die Herren Bärtling, Fahrenholz, von König, von Uslar und von Weichs an.
Friedensgerichte befanden sich in Goslar (zwei Friedensgerichte), Vienenburg, Schladen, Harzburg, Liebenburg, Salzgitter, Lutter, Holle, Bockenem und in Lamspringe.
Kantonaleinteilung
Der Distrikt Goslar war in elf Kantone mit 91 Gemeinden unterteilt:
| Kanton                    | Kantonmaire                                     | Einwohner | mi²  |
| ------------------------- | ----------------------------------------------- | --------- | ---- |
| Bockenem                  | Johann Wilhelm Alers (ab 1809)                  | 8012      | 3,13 |
| Goslar                    | Johann Simon Giesecke (?)                       | 6076      | 0,88 |
| Goslar-Land (Langelsheim) | Becker                                          | 3906      | 1,04 |
| Harzburg                  | Knoblauch (Oberamtmann und Oekonom zu Harzburg) | 4334      | 2,1  |
| Holle                     | Stolten                                         | 4166      | 1,75 |
| Lamspringe                | Wendt                                           | 4444      | 2,25 |
| Liebenburg                | Kerl (ehemaliger Amtsrat auf der Liebenburg)    | 3217      | 1,12 |
| Lutter                    | Karl Leopold Siemens                            | 4086      | 2,11 |
| Salzgitter                | Friedrich Julius von Kniestedt                  | 6474      | 1,83 |
| Schladen                  | Grashof                                         | 4095      | 1,39 |
| Vienenburg                | Schulze                                         | 4156      | 1,13 |